# Bostrodes rufisecta
Bostrodes rufisecta là một loài bướm đêm trong họ Noctuidae.